# 宿南章
宿南 章（しゅくなみ あきら、1969年 - ）は、日本の獣医師
兵庫県出身。大学卒業後、動物病院に勤務。その後、米国のCAM（Complementary and Alternative Medicine）を日本に導入している研究所に移籍。北海道の農協の依頼を受け、牛のサルモネラダブリン症の治療を行い、当時抗生物質も効かない病気を治癒させた。その後、予防医学に特化した愛情ごはん食事療法食動物病院を設立した。

## 来歴[1]
- 1992年3月 日本大学 農獣医学部（現：生物資源科学部）獣医学科 卒業
- 1992年3月 獣医師国家試験合格
- 1992年4月 原動物病院 勤務
- 1996年2月 株式会社ウイスマー創業 取締役兼研究員
- 1998年2月 ブライトライフ研究所 所長
- 2008年1月 株式会社エテルノ 代表取締役
- 2013年9月 愛情ごはん食事療法食動物病院 院長(現任）
- 2016年9月 GENERAL INSIGHT PTY LTD（オーストラリア企業）Director
- 2019年10月 International Pet Nutrition Institute（オーストラリア企業）研究所長
- 2022年4月 株式会社インサウス 代表取締役（現任）

## 所属団体[1]
- 野生動物救護獣医師会
- 盲導犬協会
- The Royal Society for the Protection of Birds

## 著書
- 薬いらずで愛犬の病気は治る WAVE出版 ISBN 978-4-87290-748-3
- ニャンと簡単に身に付く!心が休まる「アドラー心理学」文響社 ISBN 978-4-86651-114-6
  - （仏語版）La psychologie selon les chats: Apprenez la sérénité, pensez comme un chat ! hachette-pratique ISBN 978-201629-051-4
  - （台湾版）每天吸點貓德勒：獻給為人際關係苦惱的你，最強最萌的心靈養護術 時報出版 ISBN 978-957138-595-2
  - （中国版）喵得乐 向猫主子讨教生活哲理 中国人民大学出版社 ISBN 978-7-300-29196-3

## 論文
- Efficacy determination test for the Vibrational therapy in case of the skin ulcer induced on mice A.SHUKUNAMI Eastern Medicine 2004 日本東方医学会[2]